# Opius simplex
Opius simplex är en stekelart som beskrevs av Fischer 1962. Opius simplex ingår i släktet Opius och familjen bracksteklar. Inga underarter finns listade i Catalogue of Life.